# Ulica Marcella Bacciarellego w Warszawie
Ulica Marcella Bacciarellego – ulica w warszawskiej dzielnicy Śródmieście.

## Opis
Ulica została wytyczona w 1935 podczas parcelacji resztek dawnego ogrodu „Bagatela”, założonego po 1772 przez Marcella Bacciarellego. Biegnie od ulicy Klonowej na północ i kończy się ślepo. Nazwa została nadana w 1938.
W latach 1936–1937 pod nr 4 wzniesiono willę dla Marii hrabiny Hutten-Czapskiej według projektu Zygmunta Plater-Zyberka. W 1992 willa wraz z ogrodzeniem została wpisana do rejestru zabytków.